# Салерно, Сабрина
Сабрина (полное имя Сабри́на Де́бора Сале́рно) (итал. Sabrina Debora Salerno; род. 15 марта 1968, Генуя, Италия) — итальянская фотомодель, актриса, телеведущая и певица.

## Биография
Родилась 15 марта 1968 года в Генуе, Италия.
В 1986 году, будучи фотомоделью, выиграла несколько итальянских конкурсов красоты, получила звание «Мисс Лигурия-1986». Получив приглашение на телевидение, она стала телеведущей на одном из каналов (Canale 5 холдинга Fininvest), принадлежащих Сильвио Берлускони.
В 1986 году вышел её первый сингл «Sexy Girl» (данная песня использовалась в заставке информационной программы «Телестанция "Факт"» на Пятом канале в 1989—1993 годах). Год спустя вышел сингл «Boys (Summertime Love)», который принёс певице большую популярность. На эту песню был снят весьма откровенный клип (с чуть обнаженной грудью певицы). Синглу «All Of Me», вышедшему в 1988 году, не удалось повторить популярность «Boys», но он был тепло встречен общественностью.
В 1988 году выступила в качестве специального гостя на «Международном фестивале песни в Сопоте». Этот фестиваль транслировали по советскому телевидению. Успех был оглушительный. 3 февраля 1989 года певица выступила в спорткомплексе «Олимпийский» перед аудиторией в 63 800 человек.
В 80-х снялась в рекламе Итальянских кроссовок «Simod», благодаря которым в России, в Ленинграде открылось производство кроссовок «Динамо».

## Дискография

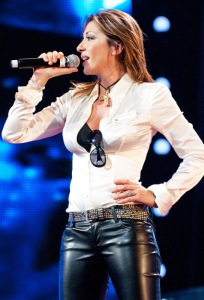
2010 год в Москве, на фестивале «Легенды Ретро FM»

### Альбомы
- 1987 — Sabrina
- 1988 — Something Special
- 1988 — Super Sabrina
- 1990 — Super Remix
- 1991 — Over the Pop
- 1996 — Maschio Dove Sei
- 1999 — Numeri
- 1999 — A Flower’s Broken
- 2008 — Erase/Rewind Official Remix

### Синглы
- 1986 — Sexy Girl
- 1987 — Lady Marmalade
- 1987 — Boys (Summertime Love)
- 1987 — Hot Girl
- 1988 — All of Me (Boy Oh Boy)
- 1988 — My Chico
- 1988 — Like a Yo-Yo
- 1988 — Sex
- 1989 — Gringo
- 1990 — Yeah Yeah
- 1991 — Siamo donne
- 1991 — Shadows of the Night
- 1991 — Cover Model
- 1994 — Rockawillie
- 1994 — Angel Boy
- 1995 — Boys ’95
- 1996 — Fatta e rifatta
- 1999 — I Love You
- 2006 — I Feel Love (Good Sensation)
- 2008 — Erase/Rewind
- 2009 — Erase/Rewind (Remix By Andrea T Mendoza Vs Tibet)
- 2014 — Colour Me

## Фильмография
- 1986 — Ferragosto O.K. (телефильм)
- 1986 — Professione vacanze (телесериал)
- 1986 — Grandi magazzini
- 1988 — Festa di Capodanno (мини-сериал)
- 1989 — Fratelli d’Italia
- 1998 — Jolly Blu
- 1998 — Tutti gli uomini sono uguali (ситком)
- 2005 — Colori
- 2006 — Film D